# Chūbāgh
Chūbāgh (persiska: چوباغ) är en ort i Iran.   Den ligger i provinsen Mazandaran, i den norra delen av landet, 180 km nordost om huvudstaden Teheran. Antalet invånare är 344.
Terrängen runt Chūbāgh är mycket platt. Runt Chūbāgh är det ganska tätbefolkat, med 111 invånare per kvadratkilometer. Närmaste större samhälle är Jūybār, 13,9 km söder om Chūbāgh. Trakten runt Chūbāgh består till största delen av jordbruksmark.